# Zr.Ms. Vlaardingen (1989)
De Zr.Ms. Vlaardingen (M 863) is een Nederlandse mijnenjager van de Alkmaarklasse en het derde schip bij de Koninklijke Marine dat vernoemd is naar de Zuid-Hollandse stad Vlaardingen. Het schip is gebouwd door de scheepswerf Van der Giessen de Noord in Alblasserdam en werd op zaterdag 10 december 1988 gedoopt door de toen 84 jaar oud zijnde Martje de Snaijer-de Boer namens het college van burgemeester en wethouders van Vlaardingen. Zij mocht dat doen uit erkentelijkheid jegens haar overleden echtgenoot M. de Snaijer, die in de Tweede Wereldoorlog in het verzet had gezeten. Het embleem is ontleend aan het gemeentewapen van Vlaardingen en toont een leeuw van keel (rood). Op de boeg staat de NAVO-aanduiding: M863.
De Zr. Ms. Vlaardingen is op 27 maart 2024 ceremonieel uit dienst gesteld in de stad Vlaardingen, vanwege de  modernisering bij de Mijnendienst. De bemanning van het schip zal overgaan naar de Zr. Ms. Schiedam. Het wordt na een onderhoudsbeurt rond 2025 aan Oekraïne geschonken.